# Načezská stezka
Načezská stezka, anglicky Natchez Trace Trail, je jedna z více než třiceti Národních turistických stezek ve Spojených státech amerických. Je určena pro pěší turistiku a jízdu na koni. Nachází na jihovýchodě Spojených států, ve státech: Tennessee, Alabama, a Mississippi. Vede souběžně s více než 700 kilometrů dlouhou scénickou silnicí pro motorová vozidla Natchez Trace Parkway. Na rozdíl od ostatních amerických národních turistických stezek netvoří souvislí celek, ale skládá se z pěti na sebe nenavazujících úseků: Highland Rim, Blackland Prairien, Yockanookany, Rocky Springs a Potkopinu. Celková délka všech úseků je okolo 100 kilometrů.
Stezka prochází krajinou listnatých a smíšených lesů mírného pásma, okolo skalních výchozů, přes mokřady a bažiny. Byla založena v roce 1983 a je spravována americkou Správou národních parků.
Načezská stezka je pojmenovaná podle vymřelého severoamerického indiánského kmene Načezů.
Načezové, společně i s dalšími indiánskými kmeny: Čoktavy nebo Čikasavy, po stovky let putovali v této oblasti listnatými a borovými lesy ze severovýchodu na jihozápad a zpět. Později využívali této trasy první evropští farmáři, kteří sídlili na horním toku řeky Ohio. Nejprve se s vypěstovanými produkty plavili na lodích po řece Ohio a Mississippi. Ty i s loděmi v Natchez nebo New Orleans prodali a následně se touto trasou vraceli pěšky nebo na koních. Historicky se nejedná o jednu cestu, ale o koridor s řadou využívaných cest.